# 음력 12월 4일
음력 12월 4일은 음력 12월의 4번째 날이다.

## 문화
- 1981년 - 싱가포르 창이 공항 개항.
- 2011년 - 수도권 전철 수인·분당선 죽전 - 기흥 구간 개통.

## 탄생
- 1598년 - 조선 광해군의 폐세자 이지.
- 1928년 - 대한민국 제14대 대통령 김영삼.
- 1942년 - 대한민국의 기업인 정창선.
- 1961년 - 대한민국의 배우 정두겸.
- 1977년 - 대한민국의 배우 심형탁.

## 같이 보기
- 음력 360일: 1월 2월 3월 4월 5월 6월 7월 8월 9월 10월 11월 12월
- 전날:12월 3일 다음날:12월 5일 - 전달:11월 4일 다음달:1월 4일
- 양력:12월 4일
- 음력, 윤달